# Donji Lajkovac
Donji Lajkovac (cyr. Доњи Лајковац) – wieś w Serbii, w okręgu kolubarskim, w gminie Lajkovac. W 2011 roku liczyła 415 mieszkańców.